# Einsegnungsgottesdienst
Ein Einsegnungsgottesdienst ist eine spezielle Form des christlichen gottesdienstlichen Segnens in evangelischen Kirchen, bei dem der Segen Gottes einem Menschen persönlich unter Handauflegung zugesprochen wird.

## Formen
- Der Konfirmationsgottesdienst wird auch Einsegnungsgottesdienst genannt, weil – neben dem Bekenntnis der Konfirmanden sowie dem Gebet für sie – die Segnung im Mittelpunkt steht.
- Im Unterschied zum landeskirchlichen Verständnis ist in der Evangelisch-methodistischen Kirche der Einsegnungsgottesdienst ein Festgottesdienst zum Abschluss des kirchlichen Unterrichtes, bei dem keine Glaubensaussage der Jugendlichen, nicht einmal die vorangegangene Taufe erwartet wird. Die „Konfirmation“ (Festmachung) geschieht dort mit einem Glaubensbekenntnis in der „Gliederaufnahme“.
- In den Evangelischen Täufergemeinden versteht man unter dem Begriff Einsegnungsgottesdienst die Segnung eines Kleinkindes (anstelle der Taufe). Die Taufe wird erst auf persönlichen Wunsch eines Betreffenden, nach dessen bewusster Entscheidung für Gott und Jesus vollzogen.
- Die Einführung in einen (hauptamtlichen) Dienst einer Kirche kann mit einem Einsegnungsgottesdienst verbunden werden. Dies geschieht im Besonderen bei Diakonen, aber auch bei Katecheten, Kirchenmusikern und ähnlichen Berufen. Hierbei gibt es unterschiedliche Regelungen der jeweiligen Kirche.
- Die Aufnahme in die lebenslange Dienst- und Lebensgemeinschaft einer Diakonissen- oder Diakonengemeinschaft, verbunden mit einem entsprechenden Versprechen der oder des Einzusegnenden.
- Früher wurden auch die Segnung eines notgetauften Kindes im Gottesdienst, einer jungen Mutter beim ersten Kirchgang nach der Geburt, die Segnung der Braut bei der Eheschließung oder eines Ehepaares bei Ehejubiläen, des Pfarrers bei der Ordination wie auch die Segnung eines Verstorbenen als Einsegnung bezeichnet.[1]
- Im österreichischen Deutsch wird die Verabschiedung von Verstorbenen Einsegnung genannt, insbesondere mit kirchlichem Beistand,[2][3] siehe Kirchliche Bestattung.